# ヤングボーイ・ネヴァー・ブローク・アゲイン
ヤングボーイ・ネヴァー・ブローク・アゲイン（英: YoungBoy Never Broke Again、本名: ケントレル・デショーン・ゴールデン（Kentrell DeSean Gaulden）、1999年10月20日 - ）は、アメリカ合衆国・ルイジアナ州バトンルージュ出身のラッパー、歌手、ソングライター、ヒップホップミュージシャン。
略称はNBA YoungBoy、またはYoungBoyと呼ばれている。
2015年から2017年にかけて8本のミックステープを自主リリースし、2017年後半にアトランティック・レコードと契約する。2018年、デビューアルバム『Until Death Call My Name』をリリースし全米7位を記録。2019年のミックステープ『AI YoungBoy 2』は米Billboard 200で初の1位を記録した。2020年に多数のミックステープをリリースした他、2作目のアルバム『Top』をリリースし全米1位を記録している。

## 来歴

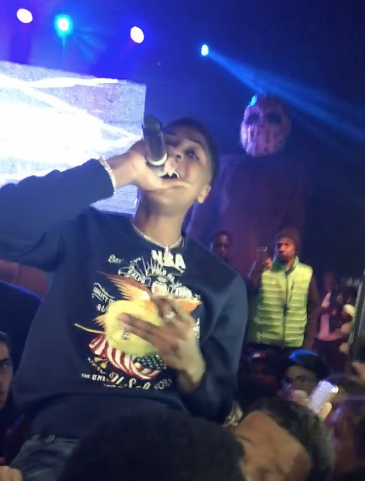
ライブでのYoungBoy（2017年）

1999年10月20日、ヤングボーイ・ネヴァー・ブローク・アゲインこと、ケントレル・ゴールデンはルイジアナ州バトンルージュで生まれた。父親が55年の刑期を宣告されていたため、母方の祖母に主に育てられた。中学3年生で中退し、音楽のキャリアに進もうとしていたが、強盗で逮捕されルイジアナ州タルーラの拘置所に送られた。拘置所から釈放された後、祖母が心不全で亡くなり、友人でバトンルージュのラッパー仲間であるNBA 3Three（別名OG 3Three）と同居することになった。2人はその後、犯罪で稼いだ金を利用してスタジオを使っていた。
ヤングボーイは14歳の時にウォルマートで買ったマイクを使って音楽のプロデュースを始めた。2015年に初のミックステープ『Life Before Fame』をリリース。その後『Mind of a Menace』、『Mind of a Menace 2』、『Before I Go』などのミックステープを次々と発表した。
2016年10月に発表したミックステープ『38 Baby』はバトンルージュのシーンで注目を集める。
2017年8月3日、ミックステープ『A.I. YoungBoy』をリリースし、米ビルボード200で24位を記録した。
2018年1月、デビューアルバム『Until Death Call My Name』をアトランティック・レコードからリリース、全米7位を記録する。
2019年10月11日、ミックステープ『AI YoungBoy 2』をリリースし、米Billboard 200で初の1位を記録した。
2020年2月21日、ミックステープ『Still Flexin, Still Steppin』をリリースし、全米2位を記録する。4月24日、ミックステープ『38 Baby 2』をリリースし全米1位を記録した。9月11日には2作目のアルバム『Top』をリリースし全米1位を記録する。11月13日、ミックステープ『Until I Return』をリリースした。

## 人物

### 家族
ヤングボーイは、8人の女性との間に10人の子供がいる。元交際相手のニーシャとの間に2人の息子ケイデンとアルマーニ、スター・デジャニーとの間に息子のカミリ、また、自身と血縁関係のないデジャニーの息子であるカムロンを2人で育てている。元交際相手のニアとの間に息子のテイリン、インフルエンサーのジャニア・メシェルとの間に息子のケイシー、女優のドレア・シモーネとの間に娘のコディ・カプリ、そしてフロイド・メイウェザーの娘、イヤンナ "ヤヤ"メイウェザーとの間に息子のケントレルJr.がいる。
息子のケイデンとケイシーの2人は、楽曲「Kacey Talk」のミュージックビデオに出演している。

### 事件
2016年11月、テキサス州オースティンでのコンサート前に、サウス・バトンルージュ通りで車から飛び降りて発砲したとして、アメリカ連邦保安官に逮捕された。ヤングボーイは2件の殺人未遂の罪で起訴され、2016年12月から2017年8月まで第一級殺人未遂の罪で刑務所に収監されていた。第一級殺人未遂の2つの訴因に対し、ヤングボーイは銃器を使った加重暴行の罪を軽減するために有罪を認めた。2017年8月23日、ヤングボーイは執行猶予10年の禁固刑と3年間の執行猶予を言い渡された。
2018年2月25日、タラハシーのナイトクラブThe Moonで行われたコンサートの前に逮捕された。 逮捕直後に流出したホテルの監視映像には、ヤングボーイが何者かに暴行を加えている様子が映っていた。3月15日、75,000ドルの保釈金で出所した。
ヤングボーイはマイアミでガールフレンドと共に銃撃事件に巻き込まれ、執行猶予中の保護観察違反となり3ヶ月間の収監となった。2019年12月13日、裁判官は2件の殺人未遂の罪での保護観察を正式に打ち切った。
2020年9月28日、バトンルージュで薬物の流通と製造、盗品銃器の所持など容疑で16人が逮捕され、そのうちの1人がヤングボーイだった。弁護士は「逮捕時に銃や麻薬を所持していた形跡はありませんでした」と容疑を否定している。

## ディスコグラフィ
スタジオ・アルバム
- Until Death Call My Name (2018年)
- Top (2020年)
- Sincerely, Kentrell (2021年)
- The Last Slimeto（2022年）
- I Rest My Case（2023年）
- Don't Try This at Home（2023年）
- I Just Got a Lot on My Shoulders（2024年）